# Valence, Tarn-et-Garonne
Valence, även kallad Valence-d'Agen, är en kommun i departementet Tarn-et-Garonne i regionen Occitanien i södra Frankrike. Kommunen ligger i kantonen Valence som tillhör arrondissementet Castelsarrasin. År 2022 hade Valence 5 287 invånare.

## Befolkningsutveckling
Antalet invånare i kommunen Valence
| Referens: INSEE |